# Silene himalayensis
Silene himalayensis là loài thực vật có hoa thuộc họ Cẩm chướng. Loài này được (Rohrb.) Majumdar miêu tả khoa học đầu tiên năm 1963.